# ¡Tango!
Pour les articles homonymes, voir Tango.
Pour plus de détails, voir Fiche technique et Distribution.
¡Tango! est un film argentin réalisé par Luis Moglia Barth et sorti en 1933. Il est considéré comme le premier long métrage parlant argentin, utilisant le procédé du son optique. De nombreuses vedettes de la scène et de la radio font leur apparition dans le film, qui n'a pas eu un grand succès mais qui a établi une formule qui a été utilisée ultérieurement par de nombreux films sur le tango. 

## Synopsis

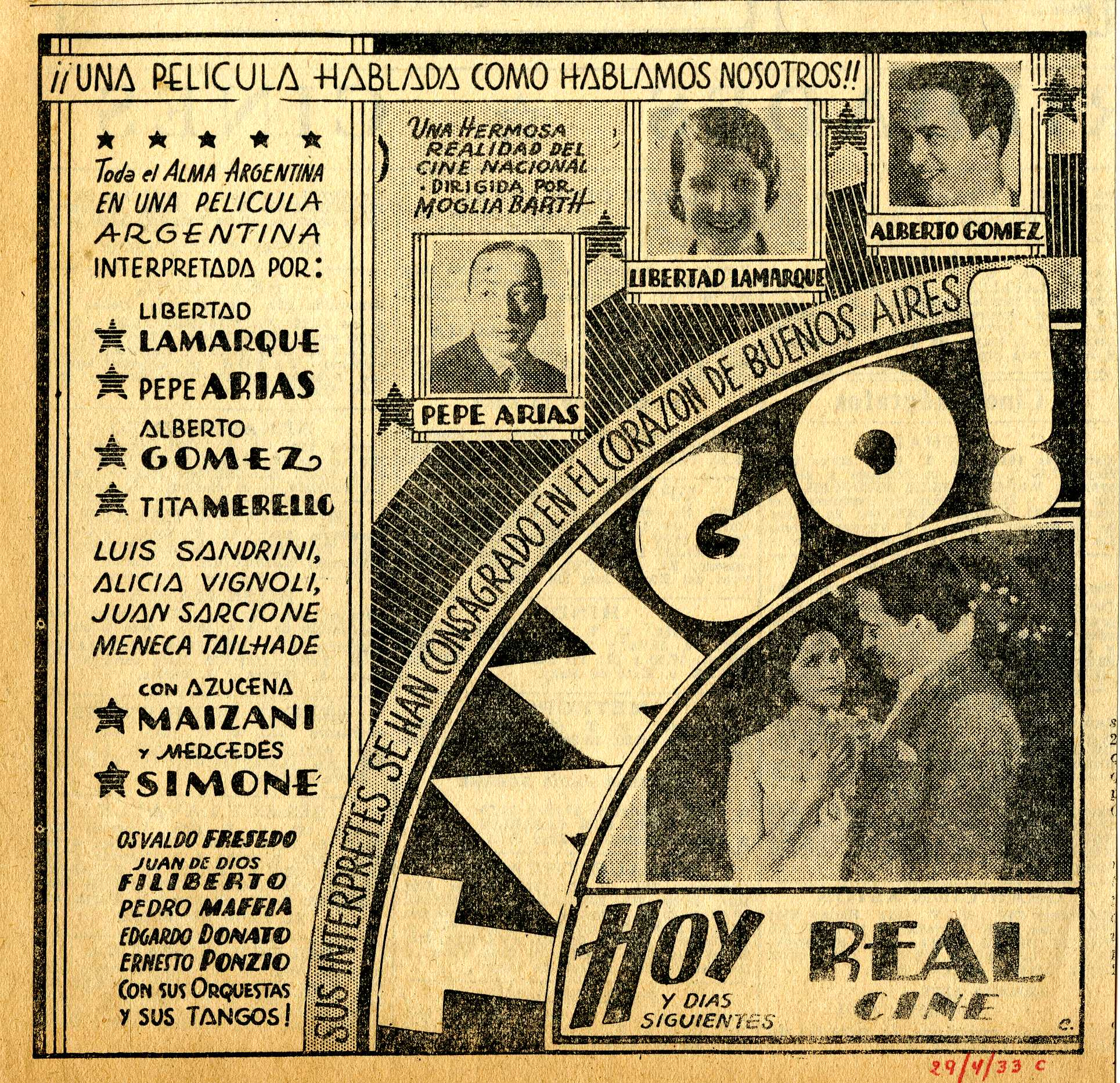
Publicité pour le film dans la presse de l'époque.

L'histoire d'un triangle amoureux entre un chanteur de tango, un homme malhonnête et une jeune femme pauvre.

## Fiche technique
- Titre : ¡Tango!
- Réalisation : Luis Moglia Barth
- Scénario : Luis Moglia Barth et Carlos de la Pua
- Musique : Roberto Firpo, Homero Manzi, Sebastián Piana, Rodolfo Sciammarella et Freddy Scorticati
- Photographie : Alberto Etchebehere
- Société de production : Argentina Sono Film
- Pays :  Argentine
- Genre : Film musical et romance
- Durée : 80 minutes
- Date de sortie :
  - Argentine : 27 avril 1933

## Distribution

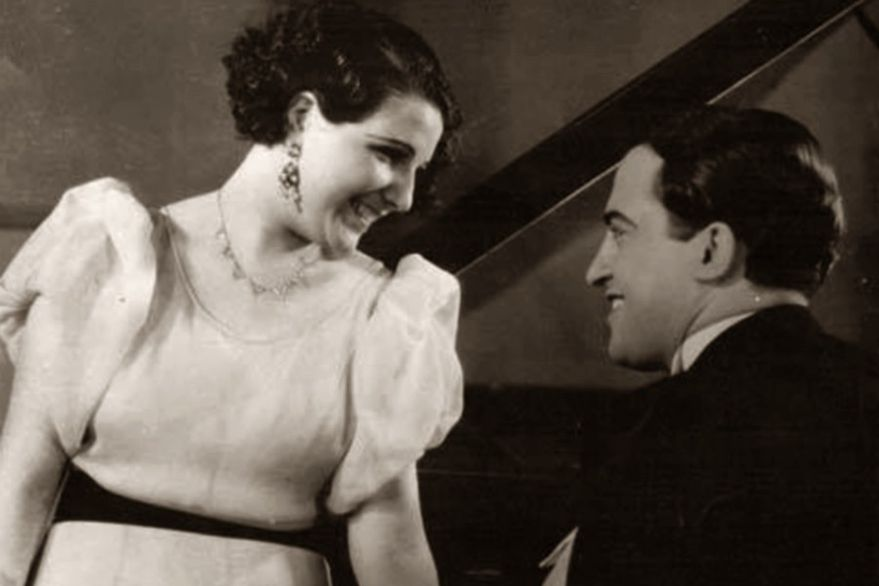
Libertad Lamarque et Alberto Gómez dans le film.

- Libertad Lamarque : Elena
- Pepe Arias : Pepe el Bonito
- Tita Merello : Tita
- Alberto Gómez : Alberto
- Alicia Vignoli : Alicia
- Luis Sandrini : Berretín
- Meneca Tailhada : Mecha
- Juan Sarcione : Malandra
- Azucena Maizani : elle-même
- Mercedes Simone : elle-même
- Juan d'Arienzo
- Juan de Dios Filiberto
- Edgardo Donato
- Osvaldo Fresedo
- Pedro Maffia